# Lithobius infossus
Lithobius infossus är en mångfotingart som beskrevs av Filippo Silvestri 1894. Lithobius infossus ingår i släktet Lithobius och familjen stenkrypare. Inga underarter finns listade i Catalogue of Life.